# بروکبرگ (فرانکن وسطی)
بروکبرگ (به آلمانی: Bruckberg) یک شهر در آلمان است که در آنسباخ واقع شده‌است.